# 鬼教師ミスター・グリフィン
『鬼教師ミスター・グリフィン』（原題: Killing Mr. Griffin）は、1997年製作のアメリカのサスペンス映画。ロイス・ダンカンの同名小説を映画化した作品。

## ストーリー
厳格な高校教師ミスター・グリフィンに生活態度について咎められたマーク。人気者である彼はプライドを傷つけられ、復讐を誓う。仲間とともにグリフィンを拉致監禁して懲らしめようとしたのだが、アクシデントが発生。グリフィンが心臓発作を起こしてそのまま亡くなってしまったのだ。マークたちはこの事態におののき、どうにかして隠蔽を図ろうとする。

## キャスト
| 役名                     | 俳優                         | 日本語吹替 |
| ------------------------ | ---------------------------- | ---------- |
| マーク・キニー           | スコット・ベアストウ         | 檀臣幸     |
| ミスター・グリフィン     | ジェイ・トーマス             | 梅津秀行   |
| スーザン・マッコーネル   | エイミー・ジョー・ジョンソン | 三石琴乃   |
| マヤ                     | ミシェル・ウィリアムズ       | 高橋理恵子 |
| デイブ・ラグルズ         | マリオ・ロペス               | 檜山修之   |
| ジェフ                   | クリス・ヤング               | 鳥海勝美   |
| ジャネット・マッコーネル | ジョーン・マクマートリー     | 竹村叔子   |
| ブリー・ガンダーソン     | ジェニファー・ハモン         | 渡辺久美子 |
| コーチ                   | ポール・リンケ               | 浜田賢二   |
| ドリー・ルナ             | ロンダ・ドッソン             | 紗ゆり     |
| キャンディス・リー       | メイトランド・ウォード       |            |
| トリ                     | ミンディ・スペンス           |            |
| ヴィンス・マッコーネル   | スコット・ジャエック         |            |
| キャシー・グリフィン     | コーデリア・リチャーズ       |            |

- 日本語吹替版その他出演：渡辺久美子、児玉孝子、西村知道、岡本章子、中村千絵、水内清光、竹村叔子、相沢恵子、東さおり、紗ゆり、浜田賢二、出口佳代
- 日本語吹替版制作スタッフ 演出：岩田敦彦、翻訳：伊原奈津子、調整：白石洋、制作：ムービーテレビジョン